# 芝村裕吏
芝村 裕吏（しばむら ゆうり、4月30日 - ）は、ゲームデザイナー、作家、漫画原作者。アルファ・システムの広報、ベックのゲームデザイナーなどを務めた。小説、コラム、テーブルトークRPGなどを手がけている。AIを用いた箱庭系ゲームのデザインや、世界設定の構築で知られる。

## 経歴
アルファ・システム在籍時代に『高機動幻想ガンパレード・マーチ』のAI及び基礎設計を担当したと言われている。同作のヒットにより、このゲームも含まれる無名世界観という世界観構想を創作した人物として知られるようになる。その後、『暴れん坊プリンセス』『新世紀エヴァンゲリオン2』『式神の城』（設定のみの参加）『絢爛舞踏祭』『ガンパレード・オーケストラ』『Aの魔法陣』などの製作に携わる。
また、その世界観に基づくファン参加のTRPGを行っており、このゲームの結果が直接、無名世界観のストーリーにフィードバックされる。限定的ではあるが「世界観にプレイヤーが直接介入できる」という特殊なスタイルによって最盛期は2,000人前後のプレイヤーを集めた。このゲーム結果と並行して通称「テンダイスブログ」（ブログ名は進行中のゲームによってその都度変更されている。過去には「大絢爛舞踏祭リブログ」「電網適応アイドレス」など）では不定期に小説を掲載している。

## 人物
独特の発言の表現・言いまわし・内容から物議を醸すことも多い。
アルファ・システム社在籍当時、「芝村裕吏」は共同ペンネームと公式サイトで主張し、2代目、3代目に代替わりしていると発表したこともあるが、実際は最初から一人の人物である。なお、プレイステーション用ゲーム『高機動幻想ガンパレード・マーチ』発売後、アルファ・システム公式サイトにおいてファンの応対をしていた矢上総一郎とは別人だが、一時期は名義を借りて書き込んでいる。

刀剣乱舞に携わる以前から刀剣に詳しかったと語る。
曾祖母がウクライナ人であり、「裕吏」は本名だと語る。

## 無名世界観における芝村裕吏
実際にゲーム開発者の芝村裕吏が居る一方、無名世界観の設定上においても芝村裕吏が存在しており、公式掲示板などでは第7世界のことを我々の世界と称する無名世界観上の芝村裕吏が発言していることになっている。
その正体は、セプテントリオンという組織に所属してGSというコードネームで活動していた第2世界出身のユーリ・A・田神（『実録　世界の謎を追え』）。しかし、妻であるS.Tagamiからのメッセージ（『幻世虚構・精霊機導弾』）や第5世界で養女にしていた芝村舞などの娘達を犠牲にするセプテントリオンの計画（『高機動幻想ガンパレード・マーチ』）などから組織を裏切り、芝村裕吏を名乗ってセプテントリオンと敵対する第7世界のアルファ・システムに入って『高機動幻想ガンパレード・マーチ』を作ったというもので、2000年12月に掲示板上でゲームを行なって儀式魔術で第5世界の運命を変えたのち失踪している（『Return to Gunparade』）。
現在は第3世界のシロという者が無名世界観上で芝村裕吏を名乗っていて、第3世界のにゃんにゃん共和国に属するアルファ・システムを抜けてわんわん帝国の宰相になっていて、この人物が東京でゲーム制作などに関わっている（『式神の城 七夜月幻想曲』）。

## 作品リスト

### コンピュータゲーム
- 幻世虚構・精霊機導弾
- 高機動幻想ガンパレード・マーチ
- 式神の城シリーズ
- 新世紀エヴァンゲリオン2
- 絢爛舞踏祭
- ガンパレード・オーケストラ
- デルトラクエスト 7つの宝石（企画）
- ぷちえゔぁ
- EMBLEM of GUNDAM
- EVANGELION ヱヴァンゲリヲン:序
- 刀剣乱舞
- LOOP8

### テーブルゲーム
- Aの魔法陣
- 電網適応アイドレス
- 『東国騒乱』(ウォーゲーム日本史9号、国際通信社、2011年)
- 『ゆけ! 信長家臣団』(ウォーゲーム日本史14号、国際通信社、2012年)
- 『ロータスシティ』(RPGamer11号、国際通信社)
- 『忍者大戦』（ウォーゲーム日本史26号、国際通信社、2015年6月）

### コミック原作
- われは剣王っ!!（原作）（作画：城爪草）
- うねうね（原作）（作画：きむらじゅんこ）
- 公僕の警部（原作）（作画：秋月壱葉）
- キュビズム・ラブ（原作）（作画：松本テマリ）
- ガンパレード・マーチ　アナザー・プリンセス（原作）（作画：長田 馨）
- 簒奪皇帝（原作）（作画：寿トロ）
- 世界忍者大会記録（原作）（作画：松本テマリ）
- ガンフェスタ（原作）（漫画：ku-ba）

### その他シナリオ
- ドラマCD 絢爛舞踏祭 オリジナルドラマ1～3（2006年1月 - 3月）
- テレビアニメ サクガン（2021年、シナリオ協力）

### 小説
シリーズ作品
- マージナル・オペレーションシリーズ（イラスト：しずまよしのり、全5巻・短編集2巻・「空白の一年」(上下)、星海社FICTIONS、2012年2月 - 2016年3月）
- セルフ・クラフト・ワールド（全3巻、ハヤカワ文庫JA、2015年11月 - 2016年9月）
- マージナル・オペレーション 改 シリーズ（イラスト：しずまよしのり、全11巻、星海社FICTIONS、2016年11月 - 2021年9月）
- 遙か凍土のカナン（イラスト：しずまよしのり、全7巻、星海社FICTIONS、2013年11月 - 2016年6月）
- 黒剣のクロニカ（イラスト：しずまよしのり、全3巻、星海社FICTIONS、2016年6月 - 2017年9月）
- 猟犬の國（KADOKAWA、2015年8月 / 角川文庫、2019年5月）
- 猟犬の旗（KADOKAWA、2017年8月 / 角川文庫、2019年6月）
- やがて僕は大軍師と呼ばれるらしい（イラスト：片桐雛太、既刊3巻、MF文庫J、2019年9月 - ）
- 英雄その後のセカンドライフ（イラスト：しずまよしのり、既刊2巻、MF文庫J、2024年4月 - ）

単刊作品
- キュビズム・ラブ ――悩める博士と恋する小箱（イラスト：松本テマリ、ビーズログ文庫、2012年7月）
- ガン・ブラッド・デイズ（イラスト：kyo、電撃文庫、2012年7月）
- この空のまもり（ハヤカワ文庫JA、2012年10月）
- ガンパレード・マーチ アナザー・プリンセス（電撃ゲーム文庫、2013年9月）
- 富士学校まめたん研究分室（ハヤカワ文庫JA、2013年10月）
- 宇宙人相場（ハヤカワ文庫JA、2014年11月）
- プリント・ブレイン（KADOKAWA、2016年1月）
- 雲英の魔術（KADOKAWA、2016年2月）
- エレメンタル・ローズ（KADOKAWA、2016年10月）
- 南国流星怪奇譚 アナタハンの影（イラスト：ミドリノエバ、星海社FICTIONS、2020年4月）
- 統計外事態（ハヤカワ文庫JA、2021年2月）
- 幻想交流（Web小説）[9]
- クラスに銃は似合わない。（イラスト：さとうぽて、MF文庫J、2021年5月）

## 出演
- ゲーム☆バンザイ（MONDO21）